# Beaucarnea recurvata
Espèce
Classification APG III (2009)

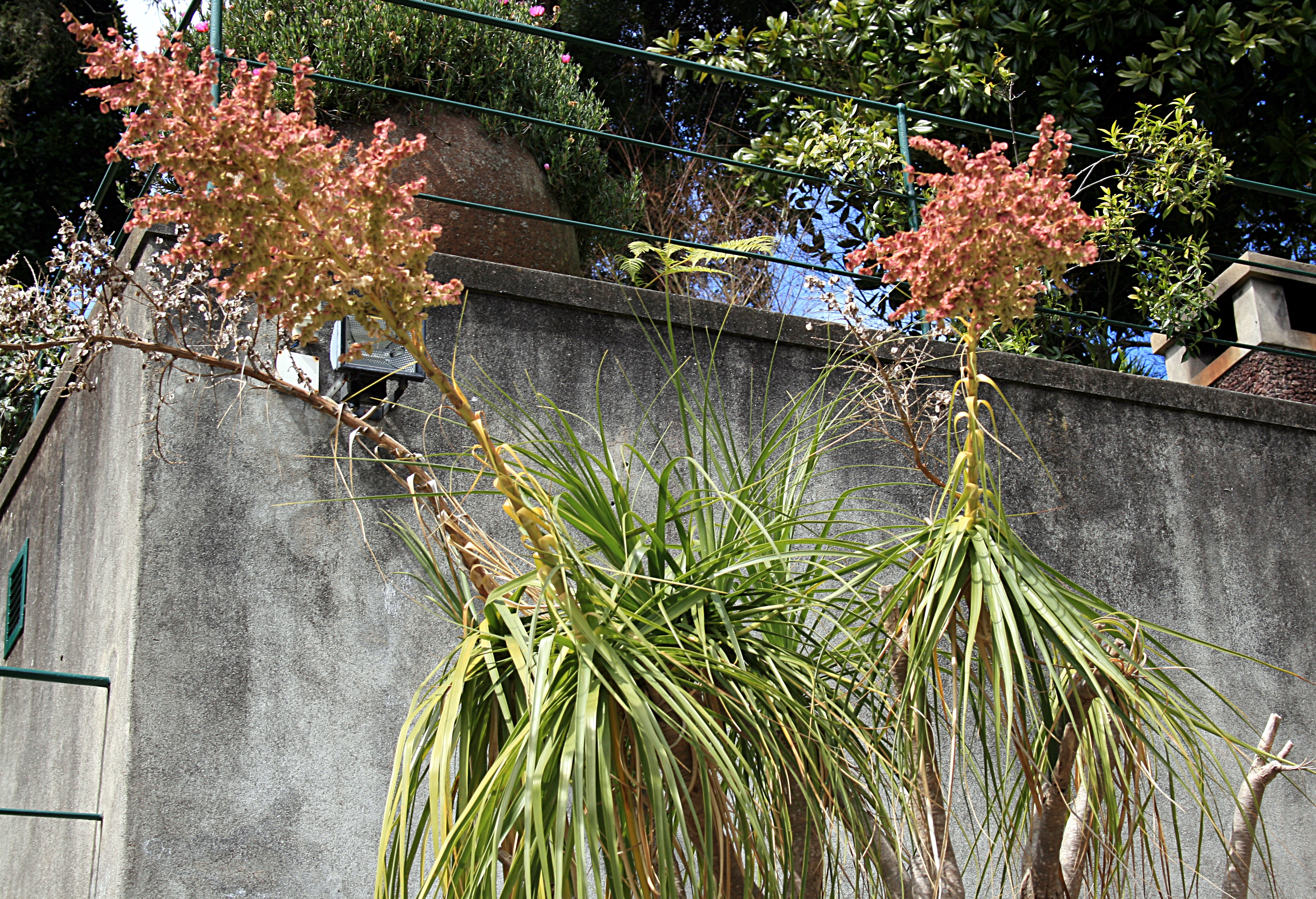
Beaucarnea recurvata à Funchal (Madère, Jardin Tropical à Monte)

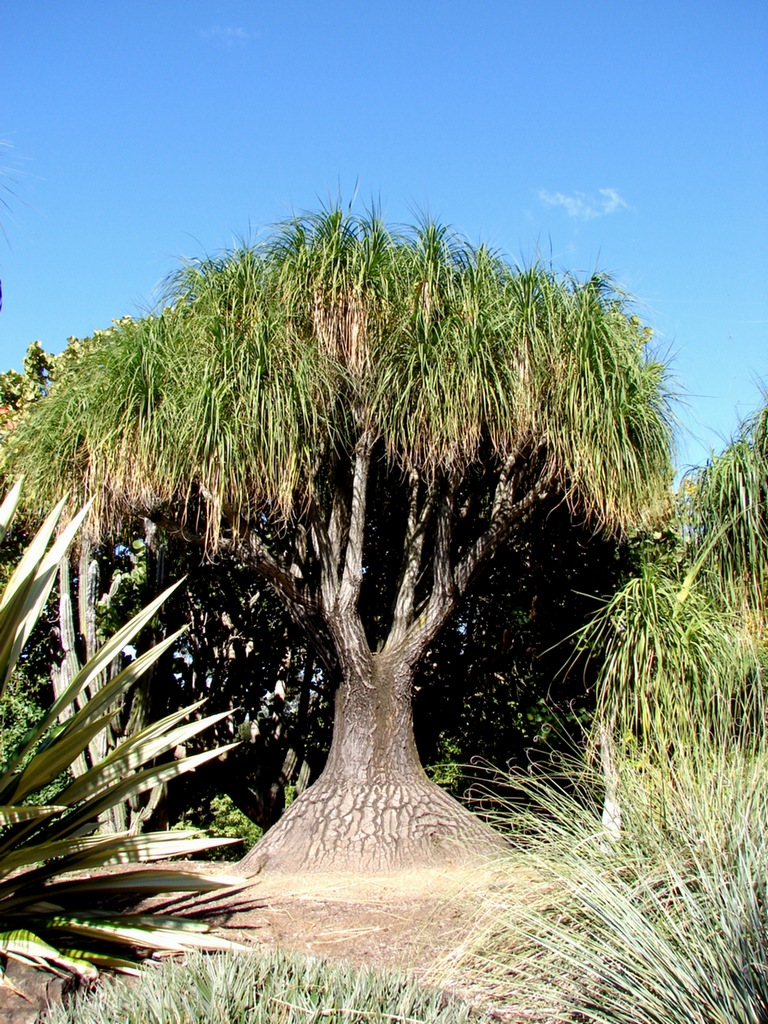
idem

Beaucarnea recurvata, le Beaucarnéa, Arbre bouteille ou Pied d'éléphant est une espèce de la famille des Ruscaceae. Elle est souvent cultivée comme plante d'appartement dans les régions tempérées. Mais en pot sa croissance est lente. On l'appelle parfois arbre bouteille à cause de la base de son tronc renflée.
Comme la plupart des plantes succulentes, Beaucarnea a besoin d'une exposition ensoleillée et d'un sol bien drainé pour éviter les risques de pourriture.
En hiver, il faut éviter que la température descende en dessous de +10 °C et ne pas l'arroser.
En été, la plante apprécie des températures élevées, de l'ordre de 30 °C, avec alors des arrosages abondants.
La plante résiste à une cassure de la tige supportant la touffe de feuilles : une nouvelle tige apparaît après un délai.

## Synonymes
- Nolina recurvata